# 水上助三郎
水上 助三郎（みずかみ すけさぶろう、1864年4月4日（元治元年2月28日） - 1922年（大正11年）7月30日）は、日本の漁業家。

## 経歴
陸前国気仙郡吉浜村（のち岩手県気仙郡吉浜村→三陸村→三陸町、現・大船渡市）千歳（せんざい）で半農半漁の家の水上助十郎の長男に生まれる。1881年（明治14年）父の金を持ち逃げして、上京、東京では煎餅屋に奉公した後、養鶏業を始めた。翌年、父に呼び戻され、帰郷。佐々木ソデと結婚する。吉浜で漁業を手伝いながら、機を見て5年後に再び上京、小笠原諸島の父島に渡り、製塩法を学んだが、島内で牛を見て、牛の飼育を思いつき、牛2頭を父島から吉浜に連れて牛の飼育を始めたが長続きしなかった。1890年（明治23年）海藻からヨードを採取する技術を学ぼうと千葉県へ向かった。その技術を取得後、吉浜で事業を始めたが、これも長続きせず、事業を弟に任せた。今度は鯨取りを始めたが、失敗に終わった。さらに宮古の津軽石川でサケ漁を始めたが、これも不漁で失敗に終わった。1895年（明治28年）借船「権現丸」で三陸沖のオットセイ猟を始め、初年度は9頭に終わった。翌年は120頭の捕獲数となり、1898年（明治31年）「千歳丸」で千島列島方面へ進出し、500頭弱の成果を得た。「第二千歳丸」建造後の1905年（明治38年）にはベーリング海で4200頭も捕獲し、水上は「オットセイ王」と呼ばれた。この間、占守島で郡司成忠に会い、現地でサケ・マス漁を行い、その後、樺太でもサケ・マス漁を始めた。
その後は塩竈でウナギの養殖を始めたが、暴風雨と高波で堤防が決壊、ウナギが海に逃げ出してしまった。しかし、決壊した堤防にカキが付着したのを見てカキの養殖を思いつき、試行錯誤の末、垂下式の養殖法を考案、松島湾で広め、カキの産地となった。また、吉浜湾でアワビの養殖も始めた。獲る漁業から「耕す漁業」の先鞭をつけた。
1912年（明治45年）にオットセイ猟が禁止となり、関係者救済のため、メキシコでの漁業を計画。1913年（大正2年）「第二千歳丸」に三十数名の乗組員を乗せ、日本を出港後、メキシコの海岸に船を浅瀬に座礁させ、乗組員を上陸させる計画を立た。この計画は成功し、乗組員はメキシコに上陸できた。メキシコでのマグロ・カツオ漁は成功を収めた。
1917年（大正6年）に小壁、大建などの建網漁場を経営し、ワカメの加工にも着手した。三陸漁業の振興に大きな足跡を残した。また、「漁でもうけたら木を植えろ、不漁の年は山が助けてくれる」と語り、三陸沿岸の漁家が山林経営を始めた。ほか、地元吉浜の国有林を払い下げ、村民に開放した。1922年（大正11年）東北大学附属病院で死去。死去の前に緑綬褒章を受章した。

## 親族
- 弟、水上斉之助 - 衆議院議員